# César Almeida
César Augusto Oliveira de Almeida, más conocido como César Almeida o Bombom Almeida, (Río de Janeiro, 6 de enero de 1989) es un jugador de balonmano brasileño que juega de portero en el Grand Nancy MHB. Es internacional con la selección de balonmano de Brasil.
Con la selección ha ganado la medalla de oro en los Juegos Suramericanos de 2014, en los Juegos Panamericanos de 2015, en el Campeonato Panamericano de Balonmano Masculino de 2016, en los Juegos Suramericanos de 2018 y en el Campeonato Sudamericano y Centroamericano de Balonmano Masculino de 2022. Además también ganó la medalla de plata en el Campeonato Panamericano de Balonmano Masculino de 2014 y en el Campeonato Panamericano de Balonmano Masculino de 2018, y la medalla de bronce en los Juegos Panamericanos de 2019.

## Clubes
- EC Pinheiros ( -2013)
- Quabit Guadalajara (2013-2015)[3]
- BM Granollers (2015-2016)[4]
- ØIF Arendal (2016-2017)[5]
- BM Granollers (2017-2019)[6]
- Fenix Toulouse HB (2019-2021)
- BM Huesca (2021-2022)[7]
- Grand Nancy MHB (2022- )